# Calàbria (regió històrica)
Calàbria (grec antic: Καλαβρία) era el nom que va rebre la part sud d'Itàlia antigament, aplicat especialment a ço que avui és la Pulla. Més tard la Pulla va rebre aquest nom i Calàbria es va aplicar al Brútium o península de Rhegium. Aquest nom s'ha conservat i avui és una regió d'Itàlia.

## Història
La Calàbria antiga era anomenada pels grecs Messàpia i Iapígia. El nom Iapígia s'aplicava més aviat a tota la part sud-est d'Itàlia fins a la Lucània, és a dir incloent la Pulla i la Calàbria actuals. Heròdot considera la Pulla com a part de Iapígia però no dona cap nom específic a la península. Heròdot i Tucídides esmenten els messapis però no Messàpia, i diuen que eren iapigis. Polibi i Estrabó utilitzen Messàpia com a terme geogràfic limitat a la península i consideren el nom sinònim de Iapígia, i al país dels peuquetis i daunis l'anomenen Apulia (perquè hi vivien els apulis)
Els primers pobladors esmentats de la Calàbria històrica van ser els sal·lentins, que vivien a allò que avui és la Pulla del sud fins a Tàrent, i els calabris que serien el mateix poble que els messapis, i que vivien a la part nord del territori actual de la Pulla fins al país del peuquetis. Els romans van prendre el nom de Calabris (els grecs els anomenaven messapis) per batejar a tota la regió (Calàbria) a la que els grecs deien Messàpia. En temps d'August ja estava imposat el nom de Calàbria a allò que avui és la Pulla. El límit occidental dels calabris o messapis no està ben determinat.
Les produccions principals del país eren l'olivera el vi i la mel. El país era conegut pels seus cavalls, i al segle iii aC els apulis i els messapis proveïen a la cavalleria romana d'excel·lents cavalls.
Els primers assentaments van ser grecs. Tàrent es va fundar l'any 708 aC i els grecs diuen que en aquell temps el iapigis o messapis ja posseïen les ciutats d'Híria i Brundisium. Els messapis estaven sovent en lluita contra els colons grecs. Ja el primer cap de Tàrent, Falantos, es va enfrontar a l'hostilitat dels messapis i va haver de fugir un temps de la ciutat. Però els tarentins van obtenir victòries al llarg dels anys. En una d'aquestes victòries van ocupar la ciutat de Carbina, que van destruir. El llibre dels Fasti romà parla d'una victòria sobre els sal·lentins i els messapis (calabres) l'any 487 aC. Els messapis van derrotar els habitants de Tàrent el 473 aC en una gran batalla. Els tarentins es van recuperar i es van aliar als apulis (peuquetis i daunis) però els messapis van trobar aliats en els lucans. La nova força va provocar que Tàrent hagués de demanar ajut extern: l'espartà Arquidam, i el rei Alexandre de l'Epir entre d'altres. Alexandre va morir en batalla contra els messapis a Mandúria el 338 aC. El messapis de les zones properes als grecs havien adoptat els seus hàbits refinats però els de més lluny seguien essent guerrers. Els messapis van oferir poca resistència a la penetració romana. Aviat els messapis, lucans i tarentins es van unir contra Roma, i van demanar ajut a Pirros de l'Epir, fins que aquest va ser derrotat i Tàrent sotmesa. Llavors els romans en una petita campanya van sotmetre els messapis (per ells calabris) de tota la península de Iapígia. Dels sal·lentins no se'n torna a parlar i degueren quedar igualment sotmesos i des de llavors només es parla dels calabris. Els sal·lentins només tornen a aparèixer breument durant la Segona Guerra Púnica l¡any 213 aC sollevats contra Roma, però ràpidament subjectes.
August va incloure Calàbria a la segona regió d'Itàlia, i administrativament va quedar unida força sovint a la veïna Pulla (igual com la Lucània unida al Brútium).
Després de la caiguda de l'Imperi, del breu domini dels hèruls, i dels ostrogots, els romans d'Orient la van recuperar i la van mantenir fins a la conquesta normanda al segle xi. Els romans d'Orient van dir Calàbria a totes les seves possessions al sud d'Itàlia i mentre que el territori de l'antiga Calàbria el van anar perdent, van conservar molts territoris de l'antic Brútium. Així va arribar un moment en què la part principal del tema de Calàbria, estava quasi limitat a l'antic Brútium (un nom geogràfic aplicat però inexistent de fet) i va ser aquest territori el que va rebre el nom de Calàbria. Això va passar després del segle viii perquè en aquest segle Paulus Diaconus encara utilitza Calàbria per referir-se a l'actual Pulla. Al segle x Constantí VII Porfirogènit i Liutprand de Cremona l'apliquen a tot el sud d'Itàlia o de vegades només a la Calàbria actual.
Amb la conquesta normanda ja es parla clarament de Calàbria per l'actual Calàbria i Pulla per l'antiga Calàbria (nom abans aplicat només a la part al nord).

## Ciutats
Estrabó diu que a la península dels Iapigis hi havia tretze ciutats rellevants però que al seu temps només eren importants Brundisium i Tàrent. Les altres ciutats existents eren:
- Baletium
- Lupies
- Rudiae
- Hydruntum
- Castrum Minervae
- Basta
- Verietum
- Leuca
- Uxèntium
- Alètium
- Callipolis
- Neretum
- Mandúria
- Hidros
- Caèlia
- Híria (Úria)
- Soletum
- Sturnium
- Fratuertium Bauota (o Fratuertium Baubota) coneguda també con Baeuora
- Sal·lèntia (dubtosa, esmentada només per Esteve de Bizanci)
- Portus Sasina
- Portus Tarentinus

## Comunicacions
- Hi havia una branca de la via Trajana entre Brundisium i el promontori Iapigi
- Una altra via discorria entre Tàrent i el promontori Iapigi.[1]